# Boulevard Monplaisir
Pour les articles homonymes, voir Rue Monplaisir.
Le boulevard Monplaisir (en occitan : baloard Monplaisir) est une voie de Toulouse, chef-lieu de la région Occitanie, dans le Midi de la France.

## Situation et accès

### Description
Le boulevard Monplaisir est une voie publique. Il se trouve à la limite du quartier du Busca.
Il appartient à l'ensemble des voies qui longent le canal du Midi du côté gauche, et naît dans le prolongement du boulevard de la Marne, au niveau de l'important carrefour qui se forme avec le pont des Demoiselles, l'allée des Demoiselles et l'avenue Paul-Crampel. Long de 795 mètres, il est orienté au nord et suit le cours du canal. Après avoir longé les installations du bassin de radoub, il passe sous le viaduc ferroviaire Monplaisir. Il dessert ensuite le quartier de Monplaisir et reçoit successivement les rues du Japon, André-Delieux, Monplaisir, de Fleurance et Benjamin-Constant. Il se termine au niveau du port Saint-Sauveur, au carrefour de l'allée des Soupirs et de la passerelle du même nom, au niveau de l'esplanade de la Capitainerie et de l'espace Marie-Christine-Lafforgue.
Entre l'allée des Demoiselles et la rue du Japon, la chaussée compte une seule voie, considérée comme une voie verte, où la circulation est réservée aux piétons et aux mobilités douces. Entre la rue du Japon vers l'allée des Soupirs, la chaussée ne compte qu'une seule voie de circulation automobile en sens unique, qui appartient à une zone 30, où la vitesse est limitée à 30 km/h. Elle est longée par une piste cyclable à double-sens.

### Voies rencontrées
Le boulevard Monplaisir rencontre les voies suivantes, d'ouest en est (« g » indique que la rue se situe à gauche, « d » à droite) :
1. Allée des Demoiselles (g)
2. Pont des Demoiselles (d)
3. Rue du Japon (g)
4. Rue André-Delieux (g)
5. Rue Monplaisir (g)
6. Rue de Fleurance (g)
7. Rue Benjamin-Constant (g)
8. Allée des Soupirs (g)
9. Passerelle des Soupirs (d)

### Transports
Le boulevard Monplaisir n'est pas directement desservi par les transports en commun Tisséo. Il est cependant accessible, du côté de l'allée des Demoiselles, par le Linéo L9. Au nord, le Boulingrin est desservi par les lignes de bus 4466. Enfin, le boulevard Bernard-Griffoul-Dorval, qui lui est parallèle, est parcouru par la ligne de bus 27. 
Il existe plusieurs stations de vélos en libre-service VélôToulouse sur le boulevard Monplaisir ou dans les rues voisines : les stations no 15 (face au 20 port Saint-Sauveur), no 98 (80 allée des Demoiselles), no 101 (5 port Saint-Sauveur) et no 114 (8 boulevard Monplaisir).

## Odonymie
Le boulevard tient son nom du quartier qu'il longe à l'est, et délimité au nord par le Boulingrin, à l'ouest par l'allée Frédéric-Mistral et au sud par l'allée des Demoiselles. Ce nom vient d'une demeure de plaisance, une « folie », construite au XVIIIe siècle en bordure du canal du Midi et qui était désignée comme « Mon plaisir » (emplacement des actuels no 5 et 7).
Le nom se retrouve pour d'autres voies proches du boulevard, particulièrement la rue Monplaisir, la rue Neuve-Monplaisir (actuelle rue des Martyrs-de-la-Libération) et la rue Traversière-Monplaisir (actuelle rue Bégué-David).

## Patrimoine et lieux d'intérêt

### Canal du Midi
Patrimoine mondial (1996).

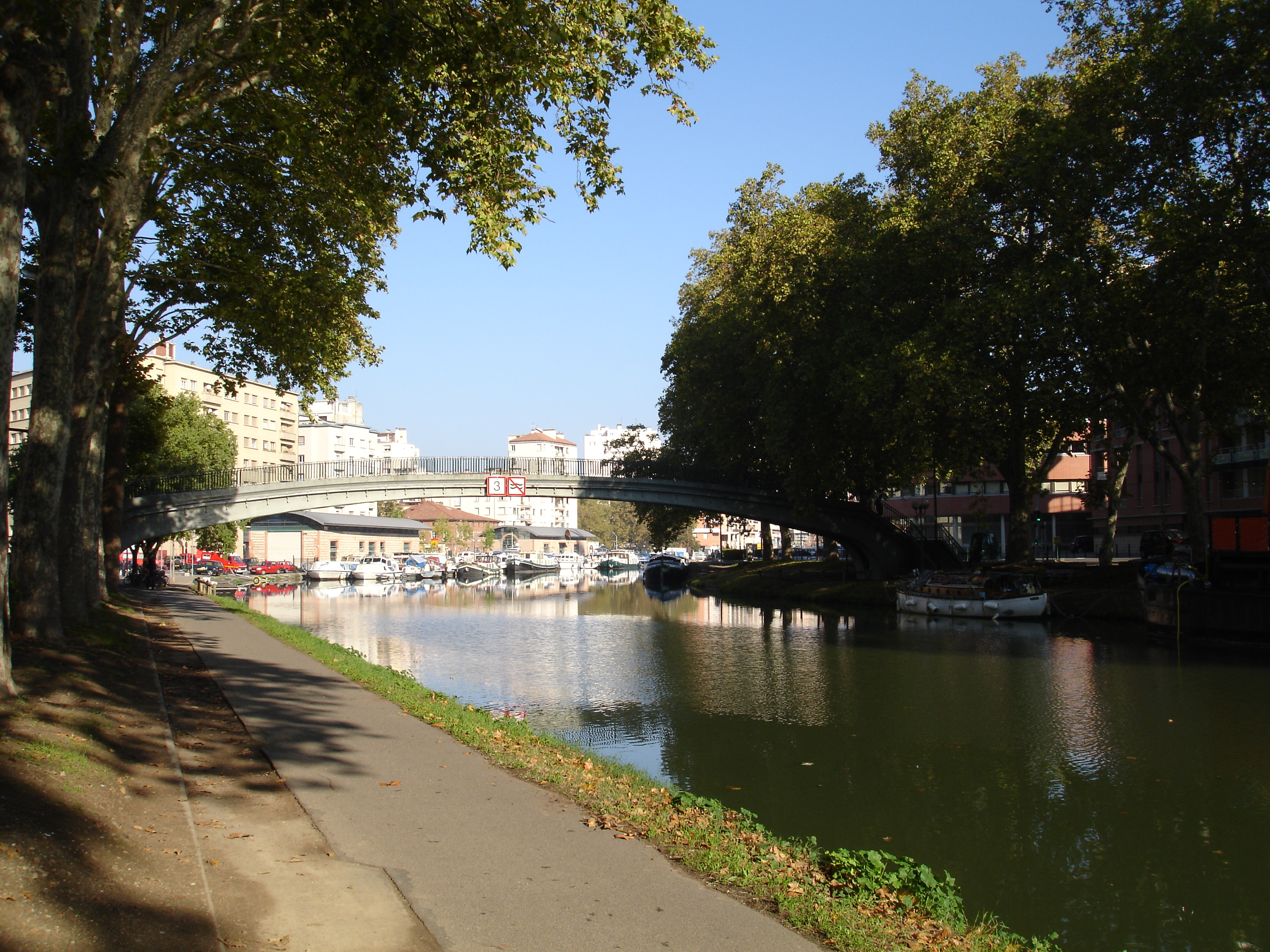
Vue sur la passerelle des Soupirs et le port Saint-Sauveur.

Le boulevard Monplaisir longe le canal du Midi. La première partie du canal, entre la Garonne, à Toulouse, et le seuil de Naurouze, est creusée entre 1667 et 1671. 
Le canal est franchi par plusieurs ponts et passerelle : 
- pont des Demoiselles. 
Le premier pont, caractéristique avec sa forme en dos-d'âne et bâti en brique, est construit vers 1681-1683. Il est alors connu comme le pont de Montaudran, du nom du village auquel il mène. Il est agrandi à deux reprises, au cours du XVIIIe siècle, puis du siècle suivant. En 1910 apparaissent, avec le développement du faubourg du Busca et l'accroissement de la circulation, les premiers projets de reconstruction. En 1970, le pont est démoli et reconstruit sur des poutres de béton. Il compte deux travées, pour une longueur de 40 mètres et une largeur de 30 mètres[3].

- pont ferroviaire Monplaisir (ou Griffoul-Dorval). 
Le premier pont ferroviaire Monplaisir est un pont métallique, construit en 1860 pour assurer le passage de la ligne de chemin de fer allant de Toulouse vers les Pyrénées. En 1952, en raison de sa vétusté, la SNCF décide de le reconstruire. Le pont compte cinq travées, pour une longueur de 72,5 mètres et une largeur de 10 mètres. La structure en béton est cachée par un parement de brique et de pierre pour les chaînages d'angle[4],[5].

- passerelle des Soupirs. 
La passerelle est construite en quelques mois en 1902, « afin de diminuer le parcours à effectuer par les ouvriers du quartier de la Baraquette qui se rendent à leur travail du côté Canal-Ville et aux ateliers environnant le Grand-Rond ». La municipalité fait le choix de Charles Picot et Joseph Montariol, représentants toulousains de l'entreprise de François Hennebique. La passerelle est formée de deux arcs parallèles espacés de 80 cm et couverts d'une dalle, réalisés en un seul bloc de béton armé. Elle a une portée de 42 mètres et une largeur d'1,5 mètre, et elle s'élève à son sommet à 5,8 mètres au-dessus du canal. Elle est accessible par deux escaliers doubles. Les garde-corps sont en fer forgé et fonte[6].

### Bassin de radoub
Inscrit MH (1989, bassin du radoub, comprenant le hangar couvert de 1843, la gare couverte de 1855 et le bassin). 

### Musée Georges-Labit
- no  3 : bibliothèque du musée (premier quart du XXe siècle)[8].
- no  5 : musée (1893, Jules Calbairac)[9].

### Immeubles
- no  7 : résidence Les Jardins de la Renaissance. 
Une résidence de standing est construite en 1978 par l'architecte Guy Deveaux. Elle occupe une vaste parcelle de 4 600 m2, à l'angle de la rue André-Délieux et de la rue des Martyrs-de-la-Libération (actuel no 41), à l'emplacement de l'ancienne brasserie Montplaisir, fondée en 1885 et démolie en 1977. L'immeuble, s'élève au cœur d'un jardin arboré, séparé de la rue par des haies[10],[11].

- no  10 : résidence Hôtel de Riquet (1967)[12].